# فرسيس (الغربية)
فرسيس إحدى قرى مركز زفتى التابع لمحافظة الغربية بجمهورية مصر العربية.

## التاريخ
قرية فرسيس من القرى القديمة، حيث وردت باسم «فرسيس الكبرى» في أعمال جزيرة قوسينا ضمن قرى الروك الصلاحي التي أحصاها ابن مماتي في كتاب قوانين الدواوين، كما وردت باسم «فرسيس الكبرى» في أعمال الغربية ضمن قرى الروك الناصري التي أحصاها ابن الجيعان في كتاب «التحفة السنية بأسماء البلاد المصرية». تمييزا لها عن فرسيس الصغرى التي بمحافظة القليوبية، وفي تاريخ 1228هـ/1813م الذي عدّ قرى مصر بعد المسح الذي قام به محمد علي باشا باسم «فرسيس» ضمن قرى مديرية الغربية.

## السكان
بلغ عدد سكان فرسيس 9374 نسمة حسب تقدير عام 2018.
| السنة  | 1882 | 1897 | 1907 | 1927 | 1947 | 1960 | 1976 | 1986 | 1996 | 2006  | 2018 |
| ------ | ---- | ---- | ---- | ---- | ---- | ---- | ---- | ---- | ---- | ----- | ---- |
| القرية | 1645 | 2616 | 3219 | 3649 | 3873 | 4643 | 5831 | 6801 | 7311 | 8,545 | 9374 |